# 208 (numero)
Duecentootto (208)  è il numero naturale dopo il 207 e prima del 209.

## Proprietà matematiche
- È un numero pari.
- È un numero composto, con dieci divisori: 1, 2, 4, 8, 13, 16, 26, 52, 104 e 208. Poiché la somma dei suoi divisori, escluso il numero stesso, vale 226 > 208, è un numero abbondante.
- È un numero semiperfetto in quanto pari alla somma di alcuni (o tutti) i suoi divisori.
- È un numero 36-gonale.
- È un numero odioso.
- Può essere espresso come somma di due quadrati (208 = 122+82) e in tre modi diversi come differenza di due quadrati (208 = 172-92 = 282-242 = 532-512).
- È la somma dei quadrati dei primi cinque numeri primi consecutivi (208 = 22+32+52+72+112).
- È l'undicesimo numero della successione Tetranacci.
- È un numero alindromo e un numero a cifra ripetuta nel sistema di numerazione posizionale a base 15 (DD).
- È parte delle terne pitagoriche (80, 192, 208), (105, 208, 233), (156, 208, 260), (208, 306, 370), (208, 390, 442), (208, 660, 692), (208, 819, 845), (208, 1344, 1360), (208, 2700, 2708), (208, 5406, 5410), (208, 10815, 10817).
- È un numero pratico.
- È un numero felice.
- È un numero congruente.

## Astronomia
- 208P/McMillan è una cometa periodica del sistema solare.
- 208 Lacrimosa è un asteroide della fascia principale del sistema solare.
- NGC 208 è una galassia spirale della costellazione dei Pesci.

## Astronautica
- Cosmos 208 è un satellite artificiale russo.

## Altri ambiti
- È la frequenza, espressa in Hertz, della nota sol#3.